# Rhêmes-Notre-Dame

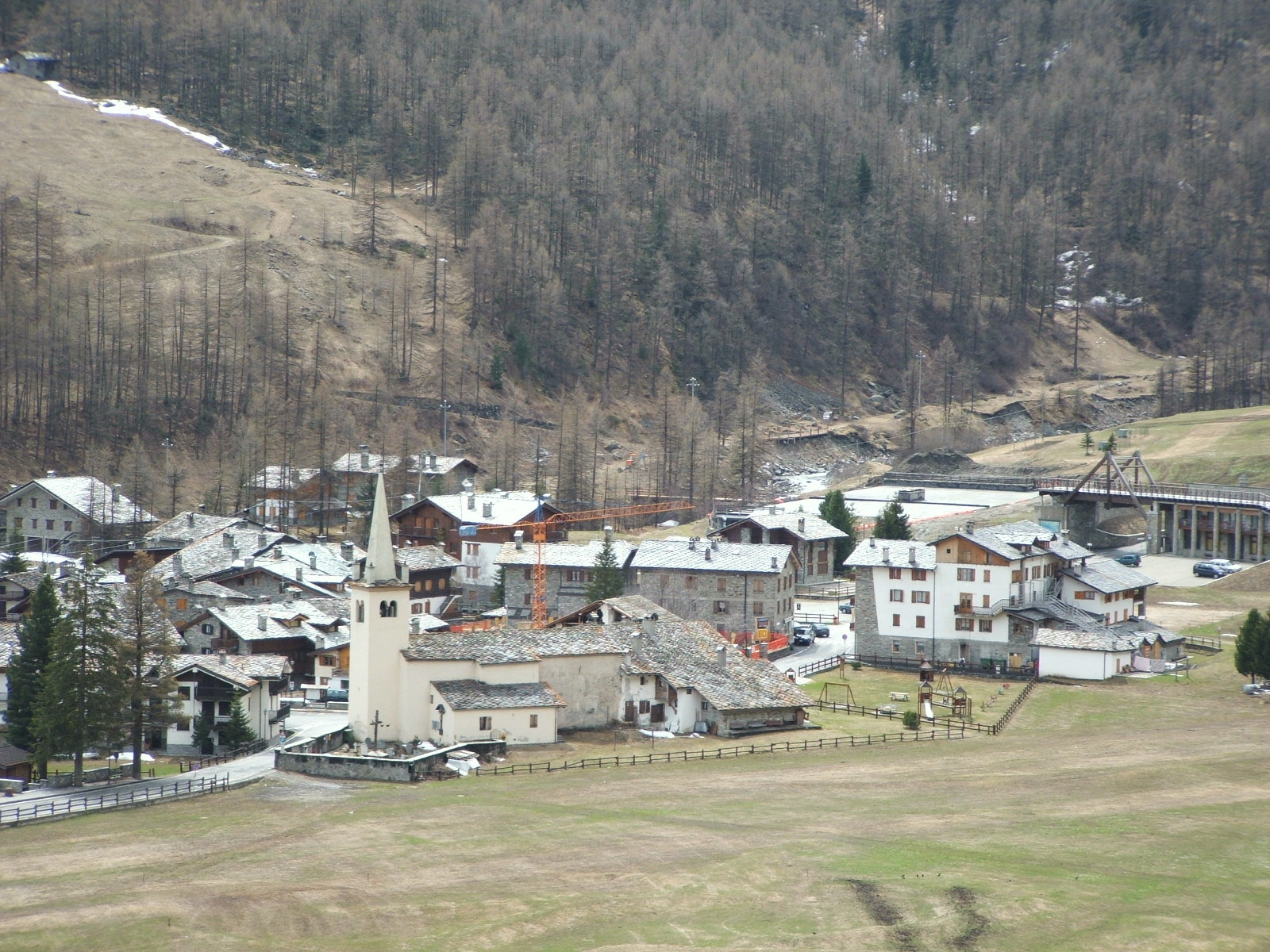
Ortsansicht (ortsteil Bruil)

Rhêmes-Notre-Dame ist eine italienische Gemeinde in der autonomen Region Aostatal. Die Gemeinde zählt 76 Einwohner (Stand 31. Dezember 2023), liegt auf einer mittleren Höhe von 1725 m s.l.m. und hat über eine Größe von 86 km². Die höchste Erhebung auf Gemeindegebiet ist der La Tsanteleina mit 3605 m.
Rhêmes-Notre-Dame besteht aus den Ortsteilen Artalle, Brenand, Bruil (chef-lieu), Carré, Chanavey, Chaudanne, Oreiller, Pellaud, Pont und Thumel. Die Nachbargemeinden heißen Ceresole Reale (TO), Rhêmes-Saint-Georges, Tignes (Frankreich), Val-d’Isère (Frankreich), Valgrisenche, Valsavarenche.
Die Streugemeinde Rhêmes-Notre-Dame liegt entlang der Straße, die durch das Rhêmes-Tal, einem Seitental des Aostatals führt. Die Gemeinde liegt am Rande des Nationalparks Gran Paradiso.
Vom Weiler Thumel aus kann man in ca. 1 h und 40 min zur Schutzhütte Rifugio Gian Federico Benevolo wandern.